# Thỏ rừng châu Âu
Thỏ rừng châu Âu (danh pháp hai phần: Lepus europaeus), Còn được gọi là Thỏ nâu, Thỏ rừng phương Đông và Thỏ đồng cỏ phương Đông, là một loài thỏ bản địa miền bắc, trung, và tây Âu và Tây Á. Nó là một loài động vật có vú thích nghi với khí hậu ôn đới, xứ mở. Nó có liên quan đến loài thỏ trông bề ngoài tương tự cùng họ nhưng khác chi. Nó sinh sản trên mặt đất thay vì sinh trong một cái hang và dựa vào tốc độ chạy để thoát khỏi kẻ thù.
Bình thường nó là một loài nhút nhát, thỏ rừng thay đổi hành vi của chúng vào mùa xuân, ban ngày có thể nhìn thấy chúng rượt đuổi nhau quanh đồng cỏ. Trong thời kỳ điên cuồng vào mùa xuân, chúng có thể "đấm bốc", thỏ rừng dùng bàn chân tấn công thỏ khác. Trong một thời gian dài, người ta cho rằng nó là cuộc tranh đấu giữa các con đực, nhưng các quan sát gần hơn đã tiết lộ thông thường, một con thỏ cái đánh một con thỏ đực để biểu hiện thỏ cái chưa sẵn sàng để giao phối hoặc là một thử nghiệm sự quyết tâm của thỏ đực.
Thỏ rừng châu Âu giảm sút ở Trung Âu do thay đổi trong tập quán canh tác. Động vật săn mồi tự nhiên săn bắt thỏ rừng châu Âu gồm có đại bàng vàng, cáo đỏ và sói xám. Thỏ rừng nhỏ hơn có nguồn gốc từ Nam Âu với trước đây xem như thỏ rừng châu Âu nhưng đã được tách ra trong những năm gần đây loài riêng biệt, Lepus castroviejoi ở miền bắc Tây Ban Nha.

## Hình ảnh

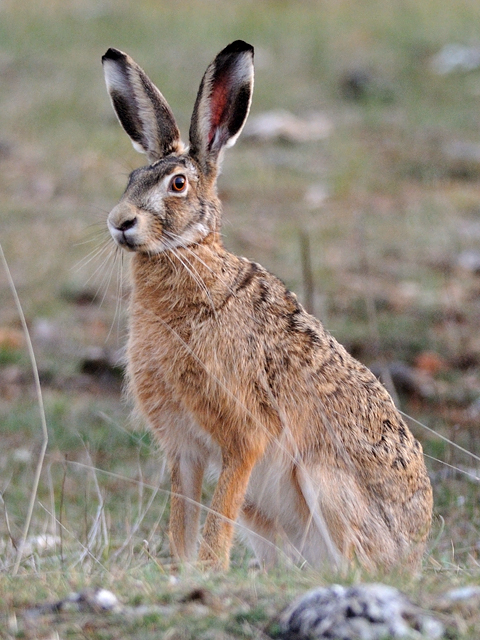
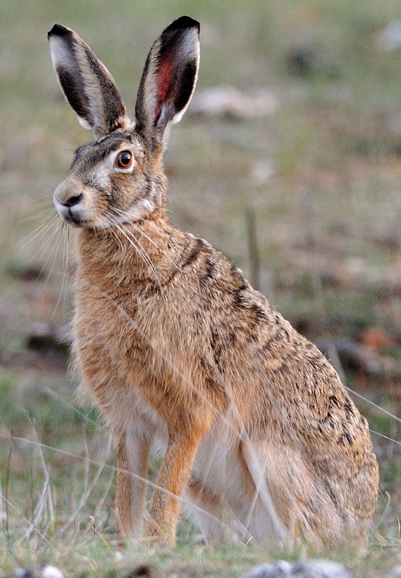
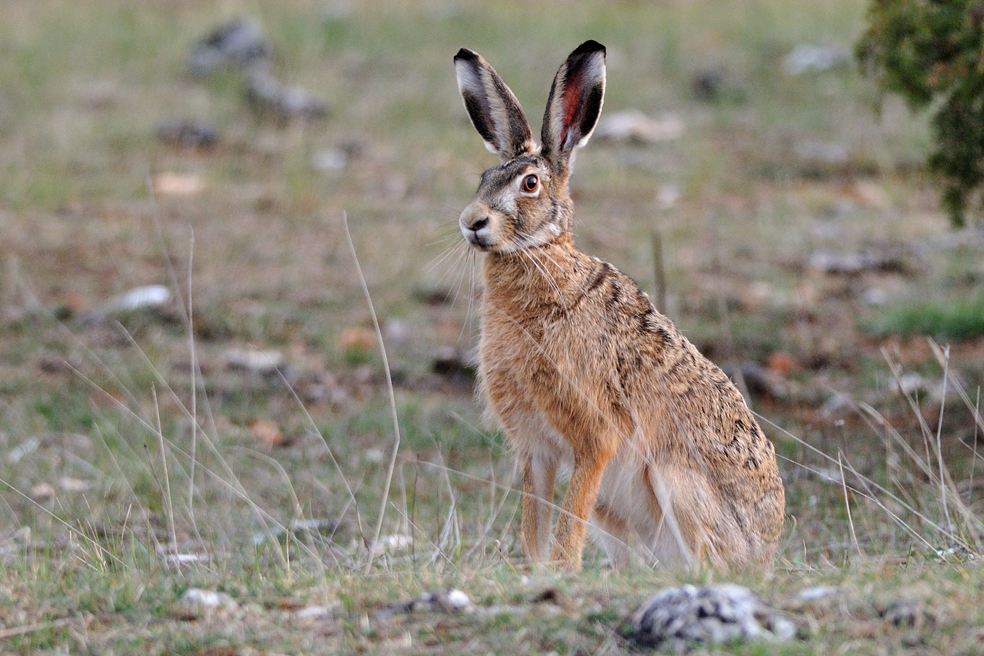
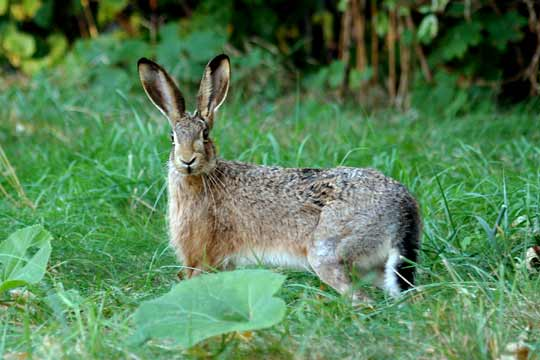
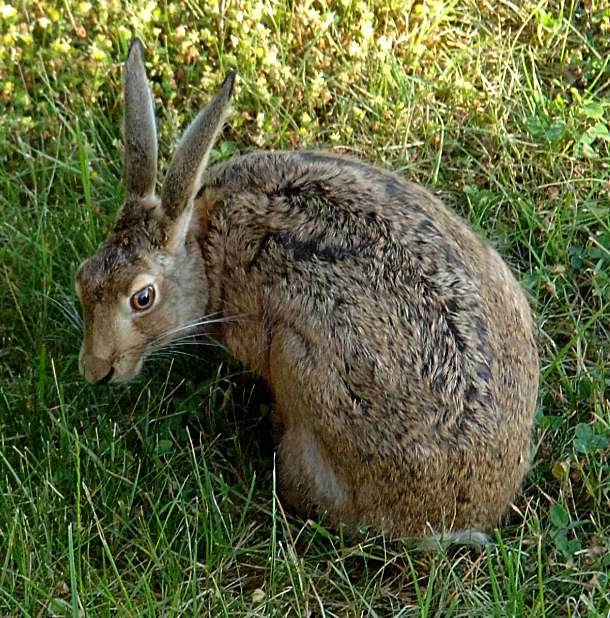
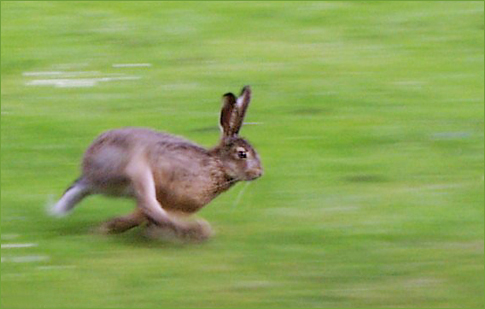
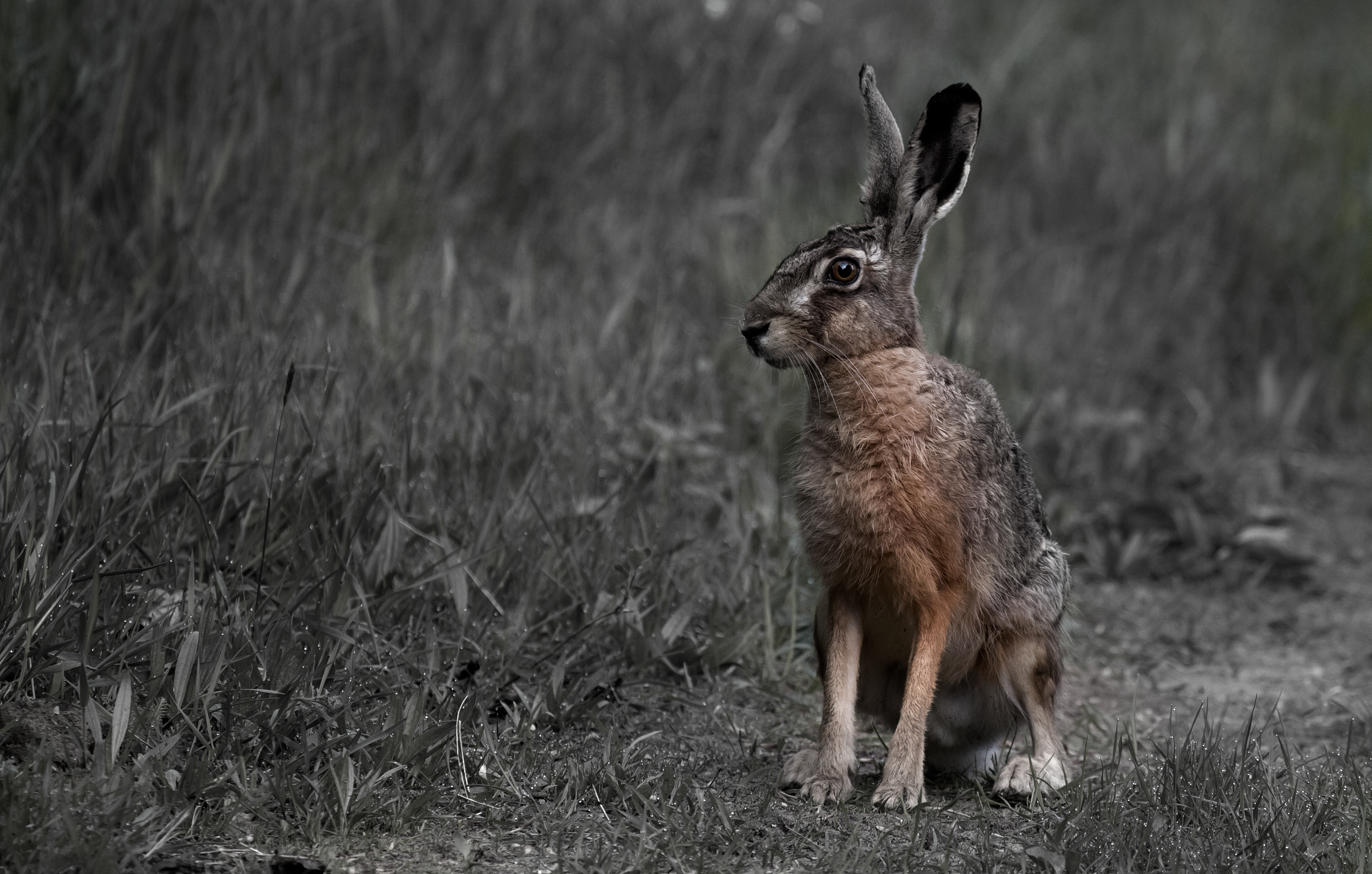
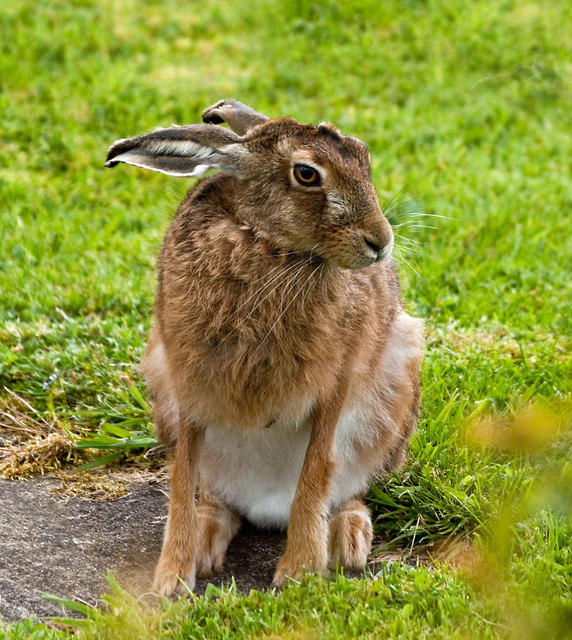